# Народно-революційна партія Лаосу
Народно-революційна партія Лаосу (ЛПРП) — засновницька та єдина правляча партія Лаоської Народно-Демократичної Республіки.
Монополія партії на державну владу гарантується статтею 3 Конституції Лаосу, і вона підтримує унітарну державу з централізованим контролем над економікою та армією.
ЛПРП була створена 22 березня 1955 року колишніми членами Комуністичної партії Індокитаю.
Вона очолила повстання проти королівського уряду Лаосу та підтримувала Північний В'єтнам у їхній війні проти Сполучених Штатів.
Кульмінацією повстання стало захоплення влади в Лаосі ЛПРП у 1975 році.
У перші роки перебування при владі партія зміцнила партійно-державний контроль над суспільством і намагалася встановити планову економіку за радянською моделлю.
В 1980-х роках під впливом ринкових реформ у Китаї та В'єтнамі ЛПРП ініціювала економічні реформи, які приватизували державні компанії та легалізували приватну власність.
Демократичний централізм, концепція, задумана російським марксистом Володимиром Леніним, є організаційною формою ЛПРП.
Вищим органом партії є Національний конгрес, який обирає Центральний комітет.
У період між партійними з'їздами ЦК є вищим керівним органом у партійних справах.
Після партійного з'їзду Центральний Комітет обирає Політбюро і Секретаріат, а також Генерального секретаря, вищий посадовий орган партії.
Між сесіями ЦК вищим керівним органом є Політбюро.
Станом на 2021 рік 11 Політбюро складається з 13 членів.
Нинішнім лідером партії є Тонглун Сісуліт, який має титули Генерального секретаря ЦК, Голови Комісії з оборони та громадської безпеки та Прем'єр-міністра Лаосу, який є головою уряду.
ЛПРП виступає за комунізм і бере участь у Міжнародній нараді комуністичних і робітничих партій, щорічному міжнародному форумі комуністичних партій.
Відповідно до партійного статуту, партія дотримується марксизму-ленінізму та ідеології Кайсоне Фомвіхане.
Прийшовши до влади в 1975 році, партія прагнула негайно скасувати капіталістичний спосіб виробництва і створити соціалістичне суспільство.
До 1990-х років напрямок партії змінився, і партійне керівництво вважало, що Лаос був надто слаборозвинутим для побудови соціалізму.
Таким чином, партія прийняла державний капіталізм як знаряддя роботи в напрямку побудови соціалістичного суспільства.

## З історії партії
Партія походить від комуністичної партії Індокитаю, заснованої Хо Ші Міном в 1930 році.
1936 року в партії було створено «лаоську секцію».
В 1940-х років була ініційована кампанія з набору до неї лаосців.
В 1946—1947 роках на перші ролі в ній почали висуватися майбутні лідери НРПЛ Кейсон Фомвіхан та Нугак Пхумсаванх.
У лютому 1951 року 2-й з'їзд компартії Індокитаю ухвалив рішення про розпуск партії та створення трьох окремих партій, що становлять три країни Індокитаю. На той момент лише 81 з 2091 члена КПІ були лаосцями.
Одночасно з 1945 року існувало і активно діяло (воювало з французькими колоніальними військами) заснований принцом Суфанувонгом антиколоніальний революційний рух «Нео Лао Ітсала» («Вільний Лаос»), перетворений в 1950 році на Єдиний національний фронт Лаосу (Патет Лао), зокрема, організація «Латсавонг» К. Фомвіхану та партизанські загони Н. Пхумсавана.
22 березня 1955 року на I-му з'їзді було офіційно проголошено підпільну Лаоську народну партію (ЛНП, Phak Pasason Lao).
На цьому з'їзді, організованому за активної участі в'єтнамців, взяли участь 25 делегатів, які представляють від 300 до 400 партійців.
До складу Центрального комітету партії були обрані К. Фомвихан, Н. Пхумсаван, Бун Пхоммахаксай, Сісават Кеобунпханх і Хамсен (у травні 1955 р. ЦК доповнили Суфанувонг, Пхумі Вонґвікіт і Пхун Сіпасеут, а в 1956 р. — Сисомпхон Ловансай та Кхамтай Сіпхандон).
До 1975 року партія фактично зберігала своє існування в таємниці, вся діяльність здійснювалася та озвучувалася через Патет Лао.
З початку 1960-х брала активну участь в організації та проведенні бойових дій проти уряду, що активно підтримувався США, на території Лаосу, поступово завоювавши всі північні та східні райони країни.
Весь час підтримувалася ДРВ.
На II-му з'їзді партії у лютому 1972 року ЛНП було перейменовано на ЛНРП.
В 1973 році було підписано угоду, згідно з якою оголошувалося припинення вогню, виведення іноземних військ із країни, створення коаліційного уряду, підготовка та проведення загальних виборів.
У травні 1975 року стався безкровний переворот, у результаті якого Патет Лао (і ЛНРП) здобуло владу.
На III з'їзді в 1982 р. (21 член та 6 кандидатів) було обрано дружину К Фомвіхану Тонгвіт Фомвіхан, голову Союзу народно-революційної молоді Лаосу.
На V-му з'їзді партії, у березні 1991 р., відбулися великі зміни.
У державному гаслі «Мир. Незалежність. Єдність. Соціалізм» «соціалізм» замінили б на «Процвітання. Демократія».
З державного герба вирішено зняти серп та молот.
З політбюро виведено ветерани керівництва Суфанувонг (що давно відійшов від справ), в.о. президента країни Пхумі Вонвічіт та С. Ловансай.
Скасовано секретаріат ЦК, інститут кандидатів у члени політбюро та посаду генерального секретаря.
На новостворену посаду голови партії було обрано К. Фомвіхана, до складу ЦК замість його дружини обрано його сина С. Фомвіхана.
Водночас було заявлено, що соціальних умов для виникнення інших партій у країні немає.
На X-му з'їзді у січні 2016 року вперше за 25 років було обрано генерального секретаря партії (до цього з 1991 року партію очолювали голови).
Ним став Буннянг Ворачит.
На XI-му з'їзді в січні 2021 року новим генеральним секретарем партії було обрано Тхонглун Сісуліт.